# جين ستورم
جين ستورم (بالإنجليزية: Jane Storm)‏ هي كاتِبة وكاتبة سيناريو أمريكية، ولدت في 4 نوفمبر 1894، وتوفيت في 15 مايو 1982.

## روابط خارجية
- جين ستورم على موقع IMDb (الإنجليزية)
- جين ستورم على موقع قاعدة بيانات الفيلم (الإنجليزية)